# Auxilium Pallacanestro Torino 2018-2019
Questa voce raccoglie le informazioni riguardanti la Auxilium Pallacanestro Torino nelle competizioni ufficiali della stagione 2018-2019.

## Stagione
La stagione 2018-2019 dell'Auxilium Pallacanestro Torino, con il title sponsor FIAT, gioca per la 19ª volta nella massima categoria del basket italiano.
All'inizio della nuova stagione la Lega Basket decise di modificare il regolamento riguardo al numero di giocatori stranieri da schierare contemporaneamente in campo. Si decise così di optare per la scelta della formula con 6 giocatori stranieri senza vincoli.

## Sponsor
Title sponsor: FIAT
Main sponsor: Denso, Banca Alpi Marittime, Dith, Brose, De Vizia
Sponsor tecnico: Robe di Kappa

## Roster
Aggiornato al 29 giugno 2018
| Fiat Torino 2018-19 | Fiat Torino 2018-19 |
| Giocatori           | Staff tecnico       |
| ------------------- | ------------------- |

| N. | Naz.                                        | Ruolo | Nome                 | Anno | Alt.   | Peso   |  |
| -- | ------------------------------------------- | ----- | -------------------- | ---- | ------ | ------ |  |
| 0  | Stati Uniti (bandiera)                      | AG    | Jamil Wilson         | 1990 | 201 cm | 104 kg |  |
| 1  | Stati Uniti (bandiera)                      | AG    | Victor Rudd          | 1991 | 206 cm | 112 kg |  |
| 3  | Italia (bandiera)                           | G     | Simon Anumba         | 1996 | 191 cm | 86 kg  |  |
| 4  | Stati Uniti (bandiera)                      | PG    | Tony Carr            | 1997 | 196 cm | 91 kg  |  |
| 5  | Stati Uniti (bandiera)                      | AP    | Darington Hobson     | 1987 | 201 cm | 95 kg  |  |
| 6  | Italia (bandiera)                           | G     | Vincenzo Guaiana     | 2000 | 192 cm | 78 kg  |  |
| 8  | Italia (bandiera)                           | P     | Giuseppe Poeta (C)   | 1985 | 191 cm | 78 kg  |  |
| 10 | Argentina (bandiera) · Italia (bandiera)    | GA    | Carlos Delfino       | 1982 | 198 cm | 104 kg |  |
| 12 | Italia (bandiera)                           | C     | Marco Cusin          | 1985 | 211 cm | 107 kg |  |
| 14 | Stati Uniti (bandiera)                      | AC    | James Michael McAdoo | 1993 | 206 cm | 109 kg |  |
| 15 | Stati Uniti (bandiera)                      | PG    | Tyshawn Taylor       | 1990 | 191 cm | 84 kg  |  |
| 16 | Francia (bandiera)                          | C     | Mouhammadou Jaiteh   | 1994 | 211 cm | 113 kg |  |
| 18 | Italia (bandiera)                           | A     | David Okeke          | 1998 | 202 cm | 90 kg  |  |
| 22 | Italia (bandiera) · Svizzera (bandiera)     | G     | Marco Portannese     | 1989 | 192 cm | 85 kg  |  |
| 23 | Serbia (bandiera)                           | GA    | Vojislav Stojanović  | 1997 | 199 cm | 98 kg  |  |
| 23 | Stati Uniti (bandiera) · Albania (bandiera) | P     | Dallas Moore         | 1994 | 185 cm | 82 kg  |  |
| 32 | Stati Uniti (bandiera)                      | G     | Tekele Cotton        | 1993 | 188 cm | 92 kg  |  |
|    | Stati Uniti (bandiera)                      | P     | Tra Holder           | 1995 | 185 cm | 78 kg  |  |
|    | Italia (bandiera)                           | AP    | Simone Marrone       | 2000 |        |        |  |
|    | Italia (bandiera)                           | P     | Lorenzo Mittica      | 2001 |        |        |  |
|    | Italia (bandiera)                           | P     | Umberto Moglia       | 2000 |        |        |  |
|    | Italia (bandiera)                           | G     | Riccardo Murri       | 2000 |        |        |  |
|    | Italia (bandiera)                           | G     | Mattia Stodo         | 2000 |        |        |  |

| Allenatore |
| - Larry Brown (fino al 27 dicembre) - Paolo Galbiati (dal 27 dicembre) |
| Assistente/i |
| - / Dante Calabria (fino al 27 dicembre) - Stefano Comazzi - Paolo Galbiati (fino al 27 dicembre) - Michele Siragusa Legenda - (C) Capitano - (IN) Inattivo - Infortunato Roster |

## Mercato

### Sessione estiva
| Acquisti | Acquisti             | Acquisti                 | Acquisti      | Acquisti |
| R.a      | Nome                 | da                       | Modalità      |          |
| -------- | -------------------- | ------------------------ | ------------- | -------- |
| ALL      | Larry Brown          | Free agent               | definitivo    |          |
| G        | Simon Anumba         | Pol. Battipagliese       | definitivo    |          |
| ALL      | Dante Calabria       | Free agent               | definitivo    |          |
| AG       | Royce White          | London Lightning         | definitivo    |          |
| C        | Marco Cusin          | Olimpia Milano           | definitivo    |          |
| GA       | Carlos Delfino       | Free agent               | definitivo    |          |
| C        | Antonio Iannuzzi     | N.B. Brindisi            | fine prestito |          |
| AG       | James Michael McAdoo | A.C. Clippers            | definitivo    |          |
| P        | Tra Holder           | ASU Sun Devils           | definitivo    |          |
| G        | Tekele Cotton        | R. Ludwigsburg           | definitivo    |          |
| PG       | Tony Carr            | Penn State Nittany Lions | definitivo    |          |
| G        | Jaylen Morris        | Atlanta Hawks            | definitivo    |          |
| G        | Vincenzo Guaiana     | Trapani Shark            | prestito      |          |
| GA       | Vojislav Stojanović  | Orlandina                | definitivo    |          |
| AG       | Jamil Wilson         | Virtus Bologna           | definitivo    |          |
| G        | Tyshawn Taylor       | Samsun                   | definitivo    |          |
| AG       | Victor Rudd          | CSKA Mosca               | definitivo    |          |

| Cessioni | Cessioni           | Cessioni           | Cessioni       | Cessioni |
| R.       | Nome               | a                  | Modalità       |          |
| -------- | ------------------ | ------------------ | -------------- | -------- |
| P        | Mohamed Touré      | Eurobasket Roma    | fine contratto |          |
| C        | Antonio Iannuzzi   | Pall. Varese       | fine contratto |          |
| AC       | Valerio Mazzola    | Reyer Venezia      | fine contratto |          |
| AP       | Deron Washington   | Reyer Venezia      | fine contratto |          |
| G        | Jaylen Morris      | Milwaukee Bucks    | NBA escape     |          |
| C        | Norvel Pelle       | Philadelphia 76ers | fine contratto |          |
| G        | Andre Jones        | Jesi Academy       | fine contratto |          |
| P        | Diante Garrett     | Tofaş Bursa        | fine contratto |          |
| AG       | Royce White        | Free agent         | rescissione    |          |
| C        | Trevor Mbakwe      | R. Ludwigsburg     | fine contratto |          |
| G        | Saša Vujačić       | Free agent         | fine contratto |          |
| AP       | Nobel Boungou Colo | Free agent         | fine contratto |          |

### Dopo l'inizio della stagione
| Acquisti | Acquisti           | Acquisti        | Acquisti         | Acquisti   |
| R.       | Nome               | da              | Data             | Modalità   |
| -------- | ------------------ | --------------- | ---------------- | ---------- |
| C        | Mouhammadou Jaiteh | Limoges CSP     | 8 novembre 2018  | definitivo |
| G        | Marco Portannese   | Vanoli Cremona  | 9 novembre 2018  | definitivo |
| P        | Dallas Moore       | Hapoel Tel Aviv | 20 novembre 2018 | definitivo |
| AP       | Darington Hobson   | Free agent      | 28 novembre 2018 | definitivo |

| Cessioni | Cessioni            | Cessioni            | Cessioni         | Cessioni                |
| R.       | Nome                | a                   | Data             | Modalità                |
| -------- | ------------------- | ------------------- | ---------------- | ----------------------- |
| GA       | Vojislav Stojanović | Vanoli Cremona      | 24 novembre 2018 | rescissione             |
| AG       | Victor Rudd         | Free agent          | 21 dicembre 2018 | rescissione             |
| ALL      | Larry Brown         | Free agent          | 27 dicembre 2018 | risoluzione consensuale |
| ALL      | Dante Calabria      | Free agent          | 27 dicembre 2018 | risoluzione consensuale |
| GA       | Carlos Delfino      | Free agent          | 10 gennaio 2019  | licenziamento           |
| P        | Tra Holder          | Skyl. Francoforte   | 18 gennaio 2019  | prestito                |
| PG       | Tyshawn Taylor      | Benedetto XIV Cento | 16 febbraio 2019 | rescissione             |
| PG       | Tony Carr           | Pall. Cantù         | 26 febbraio 2019 | rescissione             |